# Клохи

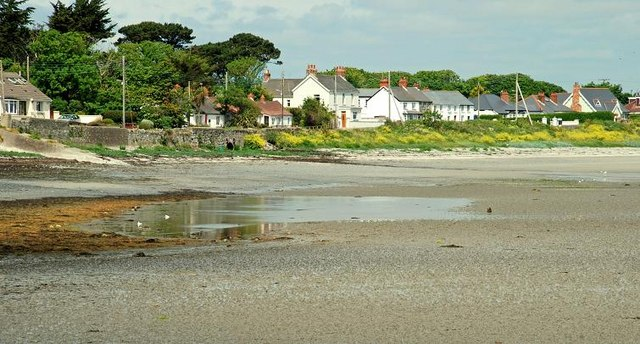
Вид на Клохи со стороны залива

Клохи (англ. Cloughey) — небольшая деревня и погост на востоке Северной Ирландии (Великобритания). На 2011 год популяция составляла около 1 075 человек.

## Население

### 2001 год
На 29 апреля 2001 года в деревне проживало 752 человека. Из них:
- 20,7% в возрасте до 16 лет; 23,7% в возрасте 60 лет и старше.
- 50,4% — мужчины, 49,6% — женщины.
- 74,6% — протестанты, 20,5% — католики.
- 2,6% безработных в возрасте от 16 до 74 лет.

### 2011 год
В 2011 году в Клохи проживало 1 075 человек.
1. ↑  Bunachar Logainmneacha na hÉireann (ирл.) — 2008.